# Grégoire Hotz
Pas d'image ? Cliquez ici
Grégoire "Greg" Hotz, né le 8 février 1974, est un pilote automobile suisse de la région de Neuchâtel, engagé en rallyes automobiles.

## Biographie
Mécanicien de formation, il participe à la direction du garage automobile helvétique familial, à Travers, ouvert depuis 1972.
Il a débuté dans le championnat helvétique en 1996 sur Renault Clio avec Calame (5e au classement général).
Sa demi-sœur, Elodie Robert, fut sa copilote durant ses rares courses des saisons 2003 (couple 8e au classement général du rallye du Valais, en championnat d'Europe) et 2004 (4e de la ronde jurassienne), sur Citroën C2 Challenge (Hotz ne courant pas en 2005 et 2006).
Étienne Calame fut son premier copilote, de 1997 à 2002. Pietro Ravasi le second désormais, depuis 2007.

## Palmarès
- 8 fois Champion de Suisse des Rallyes : 
  - 1999 sur Renault Maxi Megane ;
  - 2000 sur Renault Maxi Megane ;
  - 2001 sur Citroën Saxo Kit-Car ;
  - 2007 sur Renault Clio S1600 ;
  - 2008 sur Peugeot 207 S2000 ;
  - 2010 sur Peugeot 207 S2000 ;
  - 2013 sur Peugeot 207 S2000 ;
  - 2015 sur Peugeot 207 S2000.
- Vice-champion de Suisse des rallyes : 1997 et 1998 (deux fois sur Renault Clio, avec Calame).

### Épreuves internationales (se déroulant en Suisse)
- Critérium Jurassien : 1999 et 2007 (championnat d'Europe) ;
- Rallye International du Valais : 2009 (championnat d'Europe) ;
  - 2e du critérium Jurassien en 2000 (ch. d'Europe) ;
  - 2e du rallye International du Valais, en 2006 (ch. d'Europe) ;
  - 3e du critérium Jurassien en 1998 (ch. d'Europe) ;
  - 3e du rallye ronde del Ticino en 2001 (ch. d'Europe).

### 27 victoires en championnat national suisse (jusqu'en 2010 inclus)
- Rallye du Valais : 1997, 2008, 2009 et 2010 ;
- Ronde d'Ajoie : 1998, 1999 et 2001 ;
- Critérium Jurassien : 1999, 2000, 2007, 2008 et 2010 ;
- Rallye ASAT : 1999 ;
- Rallye du Pays de Vaud : 1999 et 2001 ;
- Rallye 111 Minuti : 1999 ;
- Rallye Lyon-Charbonnières : 2000 et 2001 ;
- Rallye des Alpes Vaudoises : 2000 et 2001 ;
- Rallye de la Laine : 2001 ;
- Rallye N.P.E.A. du Pays de Gier : 2007 ;
- Ronde del Ticino 2008, 2009 et 2010 ;
- Rallye du Chablais : 2008 ;
- Rally delle Valli Cuneesi : 2008.